# Refúgio da Vida Silvestre de Colíder
Refúgio da Vida Silvestre de Colíder é uma unidade de conservação do tipo Refúgio de Vida Silvestre (REVIS) de proteção Integral criada em 2017 com uma área de cerca de 17 ha abrangendo apenas o município de Colíder, no estado do Mato Grosso. Em seu ato de criação, foram destinados recursos no valor de R$ 1,5 milhão de reais para serem utilizados no estágio da criação da unidade de conservação municipal. A área protegida tem o propósito principal de preservar os ecossistemas naturais existentes na região.
A visitação pública é possível, porém o visitantes enfrentam restrições bem como não poder consumir de bebidas em garrafas de vidro, levar animais de grande porte ou bravos sem uso de focinheira, utilizar churrasqueiras, fogareiros e qualquer outro utensílio que gere fogo ou calor, circular de bicicletas e skates nas calçadas internas e externas, não jogar lixo, dentre outras restrições.